# Olginskoje (Osetia Północna)
Olginskoje (ros. Ольгинское) – wieś w Rosji, w Osetii Północnej, w rejonie prawobierieżnym. W 2010 liczyła 3060 mieszkańców.

## Urodzeni
- Chadży-Umar Mamsurow – radziecki wojskowy.
- Sachandżeri Mamsurow – radziecki polityk.